# Campanula perpusilla
Campanula perpusilla är en klockväxtart som beskrevs av A.Dc. Campanula perpusilla ingår i släktet blåklockor, och familjen klockväxter. Inga underarter finns listade i Catalogue of Life.